# Mont Oakan
Le mont Oakan (雄阿寒岳, Oakan-dake) est un stratovolcan situé dans le parc national d'Akan de l'île de Hokkaidō au Japon.

## Géographie et géologie
Le mont Oakan se trouve dans la caldeira du groupe volcanique Akan au nord-est du lac Akan. Le volcan s'élève à quelque 900 m au-dessus du terrain environnant et son sommet culmine à 1 370 m d'altitude. Le cône volcanique fait environ 8 km de diamètre. Il y a trois cratères d'explosion au sommet. Au Kitanakahara (北中腹) vers 800 m d'altitude, apparaît une fumerolle. Le volcan est composé essentiellement de roche volcanique mafique non-alcaline. Le principal type de roche est l'andésite et la dacite.

## Histoire
Le mont Oakan est apparu au Pléistocène supérieur faisant tomber de la pierre ponce sur Minamishikata. Après cela, les coulées de lave continues ont formé l'essentiel du volcan. Dans les dernières étapes de sa vie, un volcan parasite a créé un dôme de lave au sommet.
Selon son nom et la légende locale, le mont Oakan est l'homologue masculin du mont Meakan de l'autre côté du lac Akan.